# Escanecrabe
Escanecrabe település Franciaországban, Haute-Garonne megyében. Lakosainak száma 211 fő (2022. január 1.). Escanecrabe Cassagnabère-Tournas, Castéra-Vignoles, Ciadoux, Esparron, Mondilhan és Montbernard községekkel határos.

## Népesség
A település népességének változása:
| Lakosok száma | 278  | 211  | 225  | 246  | 217  | 237  | 246  | 246  | 232  | 211  |
|               | 1968 | 1982 | 1990 | 2006 | 2013 | 2015 | 2017 | 2019 | 2020 | 2022 |